# Posting
Il posting è la pubblicazione di un messaggio (post) all'interno di un newsgroup (USENET) o di un forum. La procedura di posting all'interno di un newsgroup avviene mediante l'invio di un messaggio il cui contenuto viene letto da tutti gli iscritti al gruppo di discussione.
Prima di poter inviare messaggi in un newsgroup o pubblicarli su un forum di solito è richiesta l'iscrizione da parte dell'utente e l'accettazione di un regolamento o accordo. A volte è richiesta l'iscrizione anche per poter ricevere/leggere i messaggi già inviati da altri utenti iscritti. Esistono gruppi e forum in cui si può partecipare inserendo post solo se invitati da altri membri iscritti.
Gruppi di discussione e forum costituiscono vere e proprie community di utenti che discutono su temi specifici e rispettano regole e consuetudini proprie. Per questo motivo prima di inviare post è raccomandabile capire bene il regolamento, gli utenti e le dinamiche che caratterizzano la community. 